# Neocogniauxia
Neocogniauxia é um género botânico pertencente à família das orquídeas (Orchidaceae) existente apenas na República Dominicana e Jamaica. São plantas cujos caules não formam pseudobulbos e apresentam apenas uma ou duas folhas sem bainhas, cujas flores não apresentam articulação entre o ovário e pedicelo.

## Filogenia
Neocogniauxia  pertence ao grupo mais afastado dos gêneros da subtribo Pleurothalidinae e junto com Dilomilis e Tomzanonia forma um de seus oito clados.

## Espécies
1. Neocogniauxia hexaptera (Cogn.) Schltr. in I.Urban, Symb. Antill. 7: 496 (1913).
2. Neocogniauxia monophylla (Griseb.) Schltr. in I.Urban, Symb. Antill. 7: 496 (1913).